# Gnidia cayleyi
Gnidia cayleyi är en tibastväxtart som beskrevs av Charles Henry Wright. Gnidia cayleyi ingår i släktet Gnidia och familjen tibastväxter. Inga underarter finns listade i Catalogue of Life.